# Open d'Austràlia 2020
L'Open d'Austràlia 2020, conegut oficialment com a Australian Open 2020, és un esdeveniment de tennis disputat sobre pista dura que pertany a la categoria de Grand Slam. La 108a edició del torneig se celebrarà entre el 20 de gener i el 2 de febrer de 2020 al Melbourne Park de Melbourne, Austràlia.

## Destacats
- El tennista serbi Novak Đoković va defensar el títol aconseguit en l'edició anterior davant l'austríac Dominic Thiem. Aquest fou el vuitè títol de Đoković en aquest torneig i el 17è títol de Grand Slam individual del seu palmarès. El títol li va permetre recuperar el número 1 del rànquing individual en mans de Rafael Nadal. Per Thiem, aquesta fou la tercera final individual de Grand Slam que disputava, però malauradament, totes amb derrota.[1]

- L'estatunienca Sofia Kenin va guanyar el primer títol de Grand Slam de la seva carrera després de superar l'espanyola Garbiñe Muguruza, que disputava la seva quarta final de Grand Slam.[2]

- La parella formada per l'estatunidenc Rajeev Ram i el britànic Joe Salisbury van guanyar el primer títol de Grand Slam en dobles masculins de les respectives carreres.[3]

- La parella formada per la hongaresa Tímea Babos i la francesa Kristina Mladenovic van guanyar el segon títol a l'Open d'Austràlia després de disputar la seva tercera final consecutiva en aquest torneig. Aquest també fou el tercer títol de Grand Slam guanyat conjuntament, i el quart per Mladenovic.[4]

- La parella mixta formada per la txeca Barbora Krejčíková i el croat Nikola Mektić van guanyar el primer títol conjuntament. Per part de Krejčíková era el segon títol de Grand Slam en la prova de dobles mixts, ja que reeditava el títol aconseguit en l'edició anterior, i el quart del seu palmarès, en canvi, per Mektić era el primer títol de Grand Slam del seu palmarès.[5][6]

- La tennista andorrana Victòria Jiménez Kasintseva, amb catorze anys, va guanyar el títol individual en categoria júnior.[7][8][9]

## Campions/es

### Sèniors
| Categoria          | Campions/es                      | Finalistes                         | Resultat                |
| ------------------ | -------------------------------- | ---------------------------------- | ----------------------- |
| Individual masculí | Novak Đoković                    | Dominic Thiem                      | 6−4, 4−6, 2−6, 6−3, 6−4 |
| Individual femení  | Sofia Kenin                      | Garbiñe Muguruza                   | 4−6, 6−2, 6−2           |
| Dobles masculins   | Rajeev Ram Joe Salisbury         | Max Purcell Luke Saville           | 6−4, 6−2                |
| Dobles femenins    | Tímea Babos Kristina Mladenovic  | Hsieh Su-wei Barbora Strýcová      | 6−2, 6−1                |
| Dobles mixts       | Barbora Krejčíková Nikola Mektić | Bethanie Mattek-Sands Jamie Murray | 5−7, 6−4, [10−1]        |

### Júniors
| Categoria          | Campions/es                           | Finalistes                     | Resultat            |
| ------------------ | ------------------------------------- | ------------------------------ | ------------------- |
| Individual masculí | Harold Mayot                          | Arthur Cazaux                  | 6−4, 6−1            |
| Individual femení  | Victòria Jiménez Kasintseva           | Weronika Baszak                | 5−7, 6−2, 6−2       |
| Dobles masculins   | Nicholas David Ionel Leandro Riedi    | Mikołaj Lorens Kārlis Ozoliņš  | 6−7(8), 7−5, [10−4] |
| Dobles femenins    | Alexandra Eala Priska Madelyn Nugroho | Živa Falkner Matilda Mutavdzic | 6−1, 6−2            |

## Distribució de punts i premis

### Distribució de punts
| Esdeveniment       | G    | F    | SF  | QF  | 4a ronda | 3a ronda | 2a ronda | 1a ronda | Q   | Q3  | Q2  | Q1  |
| Individual masculí | 2000 | 1200 | 720 | 360 | 180      | 90       | 45       | 10       | 25  | 16  | 8   | 0   |
| Dobles masculins   | 2000 | 1200 | 720 | 360 | 180      | 90       | 0        | N/D      | N/D | N/D | N/D | N/D |
| Individual femení  | 2000 | 1300 | 780 | 430 | 240      | 130      | 70       | 10       | 40  | 30  | 20  | 2   |
| Dobles femenins    | 2000 | 1300 | 780 | 430 | 240      | 130      | 10       | N/D      | N/D | N/D | N/D | N/D |

### Distribució de premis
| Esdeveniment | G         | F         | SF        | QF      | 4a ronda | 3a ronda | 2a ronda | 1a ronda | Q3     | Q2     | Q1     |
| Individuals  | 4.120.000 | 2.065.000 | 1.040.000 | 525.000 | 300.000  | 180.000  | 128.000  | 90.000   | 50.000 | 32.500 | 20.000 |
| Dobles       | 760.000   | 380.000   | 200.000   | 110.000 | 62.000   | 38.000   | 25.000   | N/D      | N/D    | N/D    | N/D    |
| Dobles mixts | 190.000   | 100.000   | 50.000    | 24.000  | 12.000   | 6.250    | N/D      | N/D      | N/D    | N/D    | N/D    |

- Els premis són en dòlars australians.
- Els premis de dobles són per equip.